# ジャン5世 (アルマニャック伯)
ジャン5世（Jean V, comte d'Armagnac, 1420年 - 1473年3月5日）は、アルマニャック伯。アルマニャック伯ジャン4世とイザベル・ド・ナヴァールの息子。
同時代の年代記記者はジャン5世について、以下のように記している。「彼の血管には炎が流れていた。欲望が激しかったのと同様に、行動も威圧的だった。容姿は魅力的ではなく、小柄でずんぐりむっくりしていた。（体は）がっしりとしていたが、偉大な才能に恵まれていた。首は短く、顔は寄り目でにきび跡があり、赤い髪を生やしていた。」

## 生涯
1450年11月5日に父親が死ぬと、ジャン5世はアルマニャック伯位を継承した。間もなく、ジャン5世は10歳下の同母妹であるイザベルと性的関係を持った。年代記編者マテュー・デスクシーによると、イザベルは当時のフランス王国で最も美しい女性と謳われており、イングランド王ヘンリー6世との婚約が検討されていたという。兄妹の間にレクトゥール城で2人の男児（ジャンとアントワーヌ）が生まれたという噂が立つと、夫婦は彼らの問題のある行為を改めると約束した。しかし、数か月のうちに3人目の子供ローズ（またはマスカローズ）という娘が生まれた時、ジャン5世は自分たちの夫婦関係は、ローマ教皇カリストゥス3世からの特免を受けたと主張した。
ジャン5世には他にも重大な問題があった。ジャン5世は王によって選ばれたオーシュ司教座を拒否し、教皇の同意を得て、彼の庶系の異母兄弟を座に就かせた。ジャン5世を捕らえようと、シャルル7世の高等法院は被告人不在のまま、1460年にジャン5世に大逆、反乱、近親相姦の有罪判決を下した。ジャン5世を捕まえるために軍が送られたが、彼はアラゴンのいとこの下に逃げることによって刑から免れた。彼はローマで自ら弁明を行ったものの、2人は別れさせられ、間に生まれた息子たちは庶子と宣言された上、相続人から外された。
1469年、新たに国王となったルイ11世が、ジャン5世のもとに軍を送った。ジャン5世は1473年3月5日にレクトゥールの拠点で包囲され、アルビ司教ジャン・ジュフロワによって討たれた。
1469年8月19日のレクトゥールにおいて、ジャン5世はフォワ伯のガストン4世とナバラ女王レオノールの娘であるジャンヌ（1454年 - 1476年2月10日）と結婚した。ジャンヌは、夫の死の際に妊娠8ヶ月であり、ビュゼ＝シュル＝タルヌの城で投獄されていた。ギブールのアンセルムによれば、彼女は1473年4月、権力争いの"数え切れないほどのレースを終わらせる"ために中絶薬を飲むことを余儀なくされた 。結果的に、アルマニャック伯の称号は最初に弟シャルルが継ぎ、1497年には分家のアルマニャック＝ヌムール公家に渡った。

## 子女
ジャン5世は妹イザベル（1430年頃 - 1476年8月4日）との間に3人の子供をもうけたが、庶子とされた。
1. ジャン・ダルマニャック（ - 1516年） - カンブーラ領主。1507年にジャンヌ・ドゥ・ラ・トゥールと結婚した。子供はいない。
2. アントワーヌ（ - 1516年頃） - 「バタール・ダルマニャック（アルマニャックの私生児）」と呼ばれた。生涯独身で子供なし。
3. ローズ（またはマスカローズ）（ - 1526年） - 1498年にモンブラン領主ガスパール2世・ド・ヴィルミュルと結婚した[4]。 子供あり。